# Heinrich Deist
Heinrich Deist (* 10. Dezember 1902 in Bant, Kreis Wilhelmshaven; † 7. März 1964 in Meran, Südtirol) war ein deutscher Politiker (SPD).

## Familie
Heinrich Deist war ältester Sohn seines gleichnamigen Vaters Heinrich Deist sen., der unter anderem von 1919 bis 1932 sozialdemokratischer Ministerpräsident des Landes Anhalt war. Ab 1931 war Deist mit seiner Frau Hanna verheiratet.

## Studium und Beruf
Nach dem Abitur auf dem Realgymnasium in Dessau studierte Deist in Leipzig, Hamburg und Halle (Saale) Rechtswissenschaften und Volkswirtschaftslehre. Nach Referendarexamen 1924, Referendarzeit und Assessorexamen 1928 trat er in den preußischen Verwaltungsdienst ein. Zuerst als Hilfsarbeiter, später als Referent war er ab 1929 in der „Politischen Gruppe“ der Polizeiabteilung im Preußischen Innenministerium eingesetzt. Einer der Schwerpunkte seiner Tätigkeit bestand in dieser Zeit darin, die demokratischen Normen und rechtlichen Anforderungen für die Arbeit der Polizeiorganisationen im Land Preußen umzusetzen und gegen den zunehmenden Vormarsch rechtsradikaler Elemente zu verteidigen. Hier wurde er 1931 persönlicher Referent des preußischen Innenministers Carl Severing und zum Regierungsrat ernannt. Nach dem „Preußenschlag“ im Juli 1932 wurde er wegen seiner sozialdemokratischen Haltung nach Düsseldorf  versetzt und als nächsten Schritt schließlich nach der Machtübernahme der Nationalsozialisten Anfang 1933 wegen „politischer Unzuverlässigkeit“ aus dem öffentlichen Dienst entlassen. Daraufhin machte er sich in Düsseldorf mit einer Papierwarenhandlung selbständig und wurde nach einem erneuten Studium der Betriebswirtschaftslehre in Köln 1941 als Wirtschaftsprüfer und 1942 als Steuerberater zugelassen.
1945 wurde Deist, der 1944 an der Universität zu Köln zum Dr. rer. pol. promoviert worden war, zunächst Mitarbeiter des DGB-Vorsitzenden Hans Böckler. 1951 wurde er für die Gewerkschaftsseite Aufsichtsratsvorsitzender des Bochumer Vereins für Gußstahlfabrikation (BVG) und 1952 auch der WURAG Eisen und Stahlwerke AG, die vom BVG übernommen wurden.

## Partei
Deist gehörte seit 1920 der SPD an, nachdem er bereits 1918 der SAJ beigetreten war. In den 1920er Jahren gehörte er zum „Hofgeismarer Kreis“ um Theodor Haubach und Carlo Mierendorff. Am 27. August 1937 beantragte er die Aufnahme in die NSDAP und wurde rückwirkend zum 1. Mai desselben Jahres aufgenommen (Mitgliedsnummer 4.616.147).
1952 wurde Deist vom DGB als einer der beiden deutschen Vertreter in der Hohen Behörde der Europäischen Gemeinschaft für Kohle und Stahl vorgeschlagen, wurde aber von Frankreich wegen seiner NSDAP-Zugehörigkeit abgelehnt und dann durch Heinz Potthoff ersetzt.
Im Bundestagswahlkampf 1961 gehörte er zur Regierungsmannschaft von Willy Brandt, die der SPD-Vorsitzende Erich Ollenhauer auf dem Bundesparteitag am 25. November 1960 in Hannover für den Fall der Regierungsübernahme vorstellte. Er war als Bundeswirtschaftsminister vorgesehen.
Auf dem Bundesparteitag der SPD 1958 in Stuttgart kritisierte Deist, der als Leiter des Arbeitsgebietes „Wirtschafts- und Sozialpolitik“ des SPD-Parteivorstandes für die wirtschaftspolitischen Aussagen des Godesberger Programms zuständig war, die Anhänger einer übermäßigen Verstaatlichungspolitik in der Partei mit den Worten, es könne nicht Aufgabe der Sozialdemokratie sein, einen „Zwischenhandel mit Antiquitäten“ zu betreiben. Von ihm stammte auch die Formulierung „Dreifach ist die Mittelkombination sozialdemokratischer Wirtschaftspolitik: Marktwirtschaft, monetäre und fiskalische Globalsteuerung und Wohlfahrtspolitik“ von 1963.

## Abgeordneter
Heinrich Deist gehörte dem Deutschen Bundestag von 1953 bis zu seinem Tode an. 1953 und 1957 zog er über die Landesliste der SPD Nordrhein-Westfalen und 1961 über ein Direktmandat im Wahlkreis Bochum ins Parlament ein. 1953 bis 1957 war er Vorsitzender des Bundestagsausschusses gemäß Artikel 15 Grundgesetz. 1957/58 leitete Deist den Arbeitskreis Wirtschaftspolitik der SPD-Bundestagsfraktion. Er war vom 4. November 1958 bis zu seinem Tode stellvertretender Fraktionsvorsitzender der SPD.
Vom 10. Dezember 1953 bis zu seinem Tode war Heinrich Deist auch Mitglied des Europaparlaments. Dort leitete er von 1959 bis 1962 den „Ausschuss für die langfristige Wirtschaftspolitik, für Fragen der Finanzen und Investitionen“ und von 1962 bis zu seinem Tode den „Wirtschafts- und Finanzausschuss“.

## Veröffentlichungen
- Gutachten über die Kosten- und Ertragslage des westdeutschen Steinkohlenbergbaus, gemeinsam mit Hess und Heller, Verlag Glückauf Essen 1949.
- Die Neuordnung der Grundstoffindustrien, gemeinsam mit Viktor Agartz, Bund-Verlag Köln 1949.
- Gesetz 75 und Ruhrstatut. Bund-Verlag, Köln 1950.
- Die Neuordnung in der Montanwirtschaft und die Mitbestimmung in den Holding-Gesellschaften, Verlagsgesellschaft der IG Bergbau Bochum 1954.
- Frei von Not und frei von Furcht in krisenfester Wirtschaft, gemeinsam mit Erwin Schöttle, Vorstand der SPD Bonn 1956.
- Wirtschaftsdemokratie, 1957.
- Freiheitliche Wirtschaftspolitik an der Grenzscheide zwischen West und Ost, Druckhaus Deutz Köln-Deutz 1958.
- Freiheitliche Ordnung der Wirtschaft: Referate, geh. auf d. Parteitag d. SPD, der vom 18. bis 23. Mai 1958 in Stuttgart stattfand, gemeinsam mit Hermann Veit, Stuttgart 1958.
- Zur Lage im Ruhrbergbau, 1958.
- Wirtschaft von Morgen: Beiträge zur Wirtschaftspolitik der SPD, Dietz Verlag Berlin 1959.
- Die Kontrolle wirtschaftlicher Macht, gemeinsam mit Willi Eichler und Allan Flanders, Europäisch Verlagsanstalt Frankfurt/Main 1959.
- Gemeineigentum in der freiheitlich geordneten Wirtschaft, 1959.
- Selbständig Schaffende und sozialdemokratische Politik, gemeinsam mit Herbert Wehner, Westfalendruck Dortmund 1960.
- Wirtschaftliche Macht und Rechtsstaat: Vortrag u. Schlußwort, geh. auf d. gemeinsam vom Justizministerium d. Landes Nordrhein-Westfalen u. d. Deutschen Gewerkschaftsbund, Landesbezirk Nordrhein-Westfalen, am 3. Februar 1961 in Düsseldorf durchgeführten Tagung DGB/Justiz, DGB Düsseldorf 1961.
- Probleme der Vermögensbildung: Vortrag im Institut für Sozialpolitik und Arbeitsrecht am 21. März 1961 in München, 1961.
- Die Pflicht zum Wohlstand: Vorstand der SPD, Referat Werbung und Propaganda Köln 1962.
- Werbung, Wirtschaft und Wirtschaftspolitik, ohne Erscheinungsort und -Jahr.
- Sozialdemokratische Antworten auf Gewerkschaftsfragen, Neuer Vorwärtsverlag Bonn 1963.
- Die Gewerkschaften als Ordnungsfaktor, Bund-Verlag Köln 1963.
- Zielbewußte, systematische Wirtschaftspolitik, 1963.

## Nachwirkungen
Nach Deist ist die Heinrich-Deist-Straße in Bergkamen benannt.